# Commissaire à terrier
Le commissaire à terrier était à la fois expert en droit féodal (feudiste) et géomètre.
Son rôle était de mettre à jour le plus précisément possible le terrier d'une seigneurie.
Il enquêtait et mettait à jour les lois et usages de la seigneurie, la description des bien-fonds, les droits et conditions des personnes, ainsi que les redevances et obligations auxquelles elles étaient soumises.
Ce titre a été utilisé jusqu'au milieu du XIXe siècle.
Les commissaires à terrier étaient d'autant plus motivés à réussir leur tâche que le seigneur pour lequel ils enquêtaient leur promettait parfois une part du surplus qu'ils apportaient à la seigneurie (superficie de terre ou taxes diverses).
François Noël Babeuf, connu sous le nom de Gracchus Babeuf, était commissaire à terrier.